# Grive de Céram
Geokichla joiceyi
Espèce
Synonymes
- Zoothera joiceyi

Statut de conservation UICN

 NT  : Quasi menacé
La Grive de Céram (Geokichla joiceyi anciennement Zoothera joiceyi) est une espèce de passereaux de la famille des Turdidae. Elle est parfois considérée comme une sous-espèce de la Grive de Dumas.

## Répartition
Elle est endémique aux forêts humides des montagnes de l'île de Céram.

## Publication originale
- Rothschild & Hartert, 1921 : A new thrush from Ceram. Bulletin of the British Ornithologists' Club, vol. 41, p. 74–75.